# Philip Guston
Philip Goldstein, noto come Philip Guston (Montréal, 27 giugno 1913 – Woodstock, 7 giugno 1980), è stato un pittore statunitense, tra i primi esponenti dell'Espressionismo astratto.

## Biografia
Nacque ultimo di sette figli in una famiglia di ebrei ucraini in fuga dai pogrom di Odessa. Nel 1919 la sua famiglia si trasferì da Montréal a Los Angeles, dove incontrò l'odio razzista del Ku Klux Klan. Schiacciato da debiti economici e tormentato da conflitti personali, il padre si tolse la vita nel 1923. Goldstein, ancora preadolescente, trovò conforto nel mondo dei fumetti e dei cartoni animati. Incoraggiato dalla madre iniziò a disegnare seguendo un corso per corrispondenza.
Intorno ai 14 anni si iscrisse alla Los Angeles Manual Arts High School dove, insieme a Jackson Pollock studiò l'Arte moderna europea, la Filosofia orientale e la letteratura mistica. Dopo pochi mesi di lezioni all'Otis Art, inizia un percorso totalmente autodidatta. I suoi primi lavori furono prevalentemente figurativi, e iniziò a farsi conoscere dipingendo murali nei locali dei gruppi politici antifascisti, che frequentava, negli edifici pubblici e in residenze private.
Nel 1934 compì un viaggio in Messico per lavorare come assistente del pittore muralista David Alfaro Siqueiros. Nel settembre 1935 si trasferì a New York per lavorare presso il Federal Art Project, sezione Arti murarie della Works Progress Administration, la maggiore agenzia del New Deal, per la quale ebbe l'opportunità di dipingere murali in importanti edifici, come il Queensbridge Housing Project di New York, e il Social Security Building di Washington. È qui che assume lo pseudonimo "Philip Guston". In questo periodo, i suoi lavori facevano riferimento agli artisti del Rinascimento quali il Mantegna, Paolo Uccello, Masaccio, Piero della Francesca e Giotto. Durante tutta la sua vita, tuttavia, l'artista che più lo influenzò fu Giorgio de Chirico.
Nel 1937 sposò Musa McKim, l'artista e poeta conosciuta sette anni prima, da cui ebbe una figlia, Musa Jane, nel 1943. Dal 1941 al 1945 insegnò alla State University of Iowa (ora Università dell'Iowa), all'Università Washington a Saint Louis fino al 1947, all'Università di New York, al Pratt Institute e all'Università di Boston. Nel 1945 venne organizzata la sua prima mostra personale alle Midtown Galleries, e ottenne il primo premio al Carnegie Institute di Pittsburgh.
Negli anni cinquanta ottenne un discreto successo e venne riconosciuto tra i primi esponenti della corrente dell'Espressionismo astratto. Nel 1967 si trasferì nella natìa Woodstock e cominciò un percorso di allontanamento dall'astrattismo, andando verso un figurativismo del tutto personale. I suoi nuovi lavori erano molto influenzati dallo stile dei fumetti e dei cartoni animati, cosa che non fu ben accolta dai critici. Ciò provocò l'isolamento di Guston nel suo studio di Woodstock e il suo allontanamento definitivo dall'ambiente dell'arte. Morì nel 1980 a causa di un infarto.